# Мелентьев, Виталий Григорьевич
Вита́лий Григо́рьевич Меле́нтьев (7 августа 1916 — 6 января 1984) — русский советский писатель.

## Биография
Родился 7 августа 1916 года в Петрограде. После революции его родители (инженер и учительница) переехали в Таганрог.

Виталий рано лишился отца, с 14 лет работал слесарем в Таганроге, плавал на судах Азовского пароходства, был грузчиком в Новороссийске, разносчиком газет в Батуми. Работал золотоискателем, экскаваторщиком.

Первая публикация — в 1935 году в ростовской газете «Большевистская смена» (стихи).
В 1937 году призван в армию, участвовал в Советско-финской войне. В Великую Отечественную работал в различных фронтовых газетах, в одной из них вместе с Александром Твардовским.

После войны — начальник отдела боевой подготовки газеты Забайкальского ВО «На боевом посту». Уволился оттуда в декабре 1953 года в звании подполковника.
Первую свою книгу стал писать не о войне, а о золотоискателях. Но от войны было не уйти: вторая и третья книги — о ней, как и главные книги писателя — повесть «Фронтовичка» (1964) и роман «Варшавка» (1982).
В 1953 году Мелентьев демобилизовался и приехал в Иваново, где и написал свою первую фантастическую повесть для детей «33 марта». Повесть и хвалили, и ругали, но в целом одобрили попытку создать «отвечающую духу времени фантастику для младших школьников». Поэтому Виталий Григорьевич (наряду с произведениями о войне и современниках, приключенческими повестями) продолжил работу и в этой области, опубликовав повести «Голубые люди Розовой земли» (1966) и «Чёрный свет» (1970), составившие вместе с «33 марта» трилогию, переизданную полностью в 1973 году. В ней ненавязчиво утверждается и доказывается, что настоящий друг готов разделить самые большие несчастья и самые сложные приключения, что война — сумасшествие, а вкус к приключениям — совсем не самое страшное на свете! Об этом же и фантастическая повесть «Обыкновенная Мёмба» (1978), в которой трое школьников совершенно необыкновенным образом попадают на планету Мёмба, жизнь на которой — осуществлённые мечты тогдашней земной жизни и науки.
К утопии можно отнести и рассказ Мелентьева «Дорога через себя» (1975).

Фантастические рассказы писателя (их всего три) также достаточно интересны. Недаром «Шумит тишина» («Искатель», 1966 год) включена в сборник лучших публикаций в книге «Мир „Искателя“» (1973). Кроме этого, Мелентьев — автор фантастической пьесы для детей «Пираты южных морей», поставленной в Ивановском драмтеатре в 1970-х годах.

## Награды

### Ордена
- Орден Отечественной войны 2-й степени
- Орден Красной Звезды

### Медали
- За боевые заслуги
- За оборону Москвы
- За победу над Германией
- За победу над Японией
- За освобождение Кореи (КНДР)

## Произведения

### Фантастика
- 33 марта (1957)
- Голубые люди Розовой земли (1966)
- Чёрный свет (1970)
- Индия, любовь моя (1972)
- Несчастливый счастливчик (1973)
- Обыкновенная Мёмба (1978)

### Военные приключения
- Лесной хребет (1952)
- Записки рядового (1955)
- Тихий участок (1957)
- Фронтовичка (1959)
- Иероглифы Сихотэ-Алиня (1961)
- Разведка уходит в сумерки (1964)
- Штрафной удар (1975)
- Одни сутки войны (1979)
- Дневной поиск (1979)
- Варшавка (1981)

### Детективы
- Солнце над школой (1959)
- Сухая ветка сирени (1978)